# Kväkarna

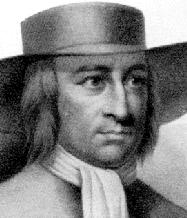
George Fox grundade kyrkan på 1650-talet.

Kväkarna, formellt Vännernas samfund, är en religiös rörelse som har sitt ursprung bland kristna engelska dissenter i mitten av 1600-talet. Rörelsen grundades av George Fox som under, och efter, det engelska inbördeskriget (1642–1651) predikade budskapet om att "söka det gudomliga inom sig ”det inre ljuset”.
Den paralyorganisation som samlar flest kväkare i världen är Vännernas världskommitté för konsultation
I Sverige är samfundet en observatör i Sveriges kristna råd. De har själva valt att inte bli medlem, med motiveringen att inte alla kväkare är kristna och att Sveriges kristna råds stadgar kräver att medlemmarna tror på treenighetsläran.

## Historia
Kväkare är ursprungligen ett öknamn (Quaker på engelska betyder ’skälvare’, ’skakare’, och ursprunget till ordet är omtvistat), men rörelsen har tagit detta öknamn till sig och har inget emot att kallas kväkare. Kyrkan grundades på 1650-talet i England under ledning av George Fox. I slutet av 1600-talet utvandrade många kväkare till Nordamerika, där kväkaren William Penn grundade det som heter Pennsylvania (Penns skogar). Det finns cirka 400 000 kväkare i världen, varav cirka 100 i Sverige. Kväkarna är kända för att de var abolitionister (motståndare mot slaveriet), fredskämpande (pacifister) och hade en icke-hierarkisk organisation.
Deras pacifism tar sig ofta uttryck i praktiskt arbete: 1947 tilldelades samfundet Nobels fredspris genom sina hjälporganisationer Friends Service Council och American Friends Service Committee.
År 1946 bjöd det svenska kväkarsamfundet in tio tyskar som under kriget omfattat mänskliga och demokratiska ideal. Lika många kvinnor som män kom, lärare, läkare, jurister och ingenjörer med flera yrkesgrupper, till en konferens på Viggbyholmsskolan.

## Troslära
Kväkarnas teologi är enkel och avskalad. De tänker sig att det finns något av Gud inom varje människa, vilket likt ett inre ljus kan vägleda en. De erkänner att man kan finna Gud i andra religioner och är därför kritiska till evangeliserande mission. Rörelsen betonar att var och en själv måste finna sin väg till Gud, att Gud finns inom varje människa, och att den personliga upplevelsen av Gud är den enda vägledning en människa kan ha. Kväkarna betraktar inte Bibeln som Guds ofelbara ord (bokstavstro) utan uppmanar medlemmarna att söka sanningen själva. De fattar beslut i enighet och kvinnor och män har alltid haft en jämställd position. Många församlingar, framför allt i USA, Storbritannien och Australien tillåter samkönade vigslar, så även Vännernas samfund i Sverige.
De första kväkarna definierade sig själva som kristna och omkring 90% av världens kväkare tillhör fortfarande möten med kristen identitet. Men i Sverige och i vissa andra kväkarsamfund i världen har det blivit vanligare att inte vara kristen men ändå tillhöra Vännernas samfund. 
Kväkarna skiljer inte på religion och vardagsliv, religionen finns i vardagen. Man har inga särskilda sakramentsritualer (till exempel nattvard) och heller inga särskilda präster (alla medlemmar anses ha prästens själavårdande roll). Gudstjänsterna sker vid ett andaktsmöte i tystnad utan någon ledare och det står var och en fritt att tala när man känner en andlig maning till detta.
Dock har så kallad programmerad gudstjänst vuxit fram framför allt i USA, men också i Afrika, speciellt i Kenya. Där leds gudstjänsten av en pastor, som också håller en predikan. Ett starkt inslag av personlig kontakt med Gud finns dock även bland programmerade Vänner.
Somliga kväkare (framför allt i USA) har närmat sig traditionell kristendom i hög utsträckning, till följd att somliga av dem har mycket mer gemensamt med evangeliska kristna än med "oprogrammerade" kväkare. Det förekommer diskussioner om vilka som är de "riktiga kväkarna".
Kväkarna ska inte förväxlas med shakers, en amerikansk väckelserörelse som är en utbrytning ur kväkardomen.
Världens största kväkarskola ligger i Hobart, Tasmanien, Australien och har ca 1 200 elever från 5 till 18 år.

## Kväkarhjälpen
Europasektion av American Friends Service Committee började sitt hjälparbete under första världskriget. Efter andra världskriget blev norska och svenska kväkare engagerade i kväkarhjälpen.
På 2010-talet har kväkarhjälpen program i Bangladesh, Burundi, Gaza, Georgien, Ramallah och S:t Petersburg.

## Kända kväkare

### Födda före 1900
- Elsa Cedergren
- John Dalton
- Margaret Fell
- Emilia Fogelklou
- George Fox
- Herbert Hoover
- Rufus Jones
- Lucretia Mott
- Jeanna Oterdahl
- Alice Paul
- William Penn
- Per Sundberg
- William Tuke
- Elin Wägner

### Födda på 1900-talet
- Joan Baez
- Jocelyn Bell Burnell
- James Dean
- Judi Dench
- David Lean
- Richard Nixon
- Bonnie Raitt
- William Vickrey
- Gunnar Sundberg